# Арковерди ди Албукерки Кавалканти, Жоакин
Жоакин Арковерди ди Албукерки Кавалканти или Жоаким Арковерде де Албукерке Кавалканти (порт.-браз. Joaquim Arcoverde de Albuquerque Cavalcanti; 17 января 1850, Симбреш, Бразилия — 18 апреля 1930, Рио-де-Жанейро, Бразилия) — первый бразильский кардинал и первый кардинал из Латинской Америки. Епископ Гояса с 26 июня 1890 по 27 октября 1891. Титулярный епископ Аргоса и коадъютор Сан-Паулу, с правом наследования, с 26 августа 1892 по 19 августа 1894. Епископ Сан-Паулу с 19 августа 1894 по 31 августа 1897. Архиепископ Сан-Себастьян-до-Рио-де-Жанейро с 31 августа 1897 по 18 апреля 1930. Кардинал-священник с 11 декабря 1905, с титулом церкви Святых Вонифатия и Алексия с 14 декабря 1905. Религиозный философ, автор сочинения «Философский синтез».